# Hospital universitario de Jaffna
El Hospital universitario de Jaffna (en inglés: Mbabane Government Hospital) es un hospital público en Jaffna, Sri Lanka. Es el hospital principal en la Provincia del Norte y el único hospital en la provincia controlado por el gobierno central de Colombo. El hospital es el único hospital de enseñanza en la Provincia del Norte. El centro es la principal organización de enseñanza clínica de la Facultad de Medicina de la Universidad de Jaffna. Según datos de 2010 tenía 1.228 camas.
Además de la atención médica y quirúrgica general, el hospital ofrece una amplia variedad de servicios de salud, incluyendo cardiología, diabetes, odontología, planificación familiar dermatología, ginecología, neurología, obstetricia (prenatal), oncología, oftalmología, ortopedia, otorrinolaringología (ORL), pediatría y psiquiatría. 